# Prosymna frontalis
Prosymna frontalis — вид змій родини Prosymnidae. Мешкає в Південній Африці.

## Поширення і екологія
Prosymna frontalis мешкають на південному заході Анголи, на заході Намібії та на північному заході Південно-Африканської Республіки. Вони живуть в сухих кам'янистих саванах та серед скель. Зустрічаються на висоті від 10 до 1800 м над рівнем моря. Живляться яйцями ящірок.